# Strandbad Winterswijk
Het Strandbad in Winterswijk is als werkverschaffingsproject gebouwd in de crisisjaren en in 1933 in gebruik genomen als recreatiebad.
Het bad is in 1953 verbouwd en kreeg in 1991 een oranje waterglijbaan. Vanwege te troebel zwemwater, werd de situatie te onveilig en het zwembad in 2001 gesloten. 
In december 2005 kreeg het strandbad dankzij de inzet van Stichting Behoud Strandbad Winterswijk echter de status van rijksmonument en in de periode 2009-2011 vond een grondige restauratie plaats. Het Strandbad opende voor de zomer 2011 opnieuw zijn poort.
Het bad heeft een duiktoren.